# Mario & Sonic bei den Olympischen Winterspielen Sotschi 2014
Mario & Sonic bei den Olympischen Winterspielen Sotschi 2014, international auch bekannt als Mario & Sonic at the Sochi 2014 Olympic Winter Games (japanisch マリオ＆ソニック AT ソチオリンピック, Hepburn: Mario ando Sonikku ATO Sochi Orinpikku) ist eine Computerspiel-Sportsimulation, die von Nintendo und Sega erstmals am 8. November 2013 für Wii U veröffentlicht wurde.
Es handelt sich hierbei um ein offiziell lizenziertes Videospiel zu den Olympischen Winterspielen 2014, die vom 7. bis 23. Februar 2014 in Sotschi, Russland, ausgetragen wurden.
Dies war das zweite und zugleich bis heute letzte Mal, dass es einen Mario-&-Sonic-Titel zu den Olympischen Winterspielen gab. Außerdem existierte diesmal erstmals keine Handheld-Version, obwohl die vorherigen und nachfolgenden Sommerspiele, 2012 und 2016, über Handheld-Versionen der Spieleserie für Nintendo 3DS verfügten.
Es ist der Nachfolger von Mario & Sonic bei den Olympischen Spielen (2007 Wii, 2008 DS), Mario & Sonic bei den Olympischen Winterspielen (2009 Wii, DS) und Mario & Sonic bei den Olympischen Spielen London 2012 (2011 Wii, 2012 3DS) und der Vorgänger von Mario & Sonic bei den Olympischen Spielen Rio 2016 (2016 Wii U, 3DS, Arcade) und Mario & Sonic bei den Olympischen Spielen Tokyo 2020 (2019 Switch, 2020 Arcade).

## Gameplay
In Mario & Sonic bei den Olympischen Winterspielen Sotschi 2014 übernimmt der Spieler wahlweise die Kontrolle über einen der insgesamt 20 Charakteren aus dem Super-Mario- und aus dem Sonic-the-Hedgehog-Universum und versucht in den offiziellen Disziplinen der Olympischen Winterspiele 2014 möglichst gut abzuschneiden, um dabei Goldmedaillen zu verdienen. In jeder Disziplin wird die jeweilige Steuerung zunächst textlich und bildlich erklärt. Dabei kommen hauptsächlich die Bewegungssteuerung der Wii-Fernbedienung und das Wii U GamePad zum Einsatz.

### Charaktere
Es kann aus zehn Charakteren der Super-Mario-Serie und zehn Charakteren der Sonic-the-Hedgehog-Serie gewählt werden, die jeweils über verschiedene Schwerpunkte und Attribute wie Geschwindigkeit, Kraft, Fertigkeit und Ausdauer verfügen. Die allgemeine Einteilung ist nachfolgend aufgeführt. Außerdem ist zudem der eigene Mii-Charakter spielbar, dessen Werte nicht angegeben werden.
| Spielbare Charaktere in Mario & Sonic 2014 | Spielbare Charaktere in Mario & Sonic 2014 | Spielbare Charaktere in Mario & Sonic 2014 |
| Klasse                                     | Super-Mario-Charaktere                     | Sonic-the-Hedgehog-Charaktere              |
| ------------------------------------------ | ------------------------------------------ | ------------------------------------------ |
| Alleskönner                                | Mario                                      | Amy Rose                                   |
| Alleskönner                                | Luigi                                      | Blaze the Cat                              |
| Alleskönner                                | Bowser Jr.                                 | —                                          |
| Geschwindigkeitstypen                      | Yoshi                                      | Sonic the Hedgehog                         |
| Geschwindigkeitstypen                      | Prinzessin Daisy                           | Shadow the Hedgehog                        |
| Geschwindigkeitstypen                      | —                                          | Metal Sonic                                |
| Fertigkeitstypen                           | Prinzessin Peach                           | Miles Tails Prower                         |
| Fertigkeitstypen                           | Waluigi                                    | Dr. Eggman                                 |
| Fertigkeitstypen                           | —                                          | Silver the Hedgehog                        |
| Krafttypen                                 | Wario                                      | Knuckles the Echidna                       |
| Krafttypen                                 | Bowser                                     | Vector the Crocodile                       |
| Krafttypen                                 | Donkey Kong                                | —                                          |

Andere Charaktere, die an den Disziplinen teilnehmen, aber nicht selbst spielbar sind, werden Rivalen genannt. Auch die Schiedsrichter und Zuschauer entstammen aus den beiden Videospielserien. Außerdem aufgeführt werden Charaktere, die selbst nicht im Spiel auftauchen, jedoch die folgenden Mii-Outfits auf ihnen basieren. Darüber hinaus sind Dr. Eggmans Roboter Orbot und Cubot ohne spezifische Rolle im Spiel vertreten.
| Nicht-spielbare Charaktere in Mario & Sonic 2014                                                                | Nicht-spielbare Charaktere in Mario & Sonic 2014                    | Nicht-spielbare Charaktere in Mario & Sonic 2014                                           | Nicht-spielbare Charaktere in Mario & Sonic 2014 |
| Rivalen | Schiedsrichter                                                      | Zuschauer                                                                                  | Mii-Outfits |
| --- | ------------------------------------------------------------------- | ------------------------------------------------------------------------------------------ | --- |
| - Birdo - Kamek - König Buu-Huu - Knochen-Bowser - Dr. Eggman Nega - Rouge the Bat - E-123 Omega - Jet the Hawk | - Toad - Lakitu - Espio the Chameleon - Charmy Bee - Omochao - Chao | - Toad - Gumba - Koopa - Shy Guy - Omochao - Chao - Tiere - Flicky - Picky - Pecky - Cucky | - Diddy Kong - Koopalinge - Knochentrocken - Cream the Rabbit - Big the Cat - Tikal the Echidna - Wave the Swallow - Storm the Albatross - Marine the Raccoon - Chip - Emerl - Egg Pawn - Super Sonic - Sonic the Werehog |

### Disziplinen
Neben 16 offiziellen Disziplinen verfügt das Spiel über acht sogenannte Traumdisziplinen. Diese lockern den Bezug zu den realen Spielen und bringen verstärkt Elemente aus den beiden Videospielserien mit ein, beispielsweise mit Itemboxen aus Mario Kart oder Booststreifen aus den Sonic-Spielen. Alle im Spiel vorhandenen Disziplinen sind nachfolgend aufgelistet.
| Sportart         | Disziplinen                 |
| ---------------- | --------------------------- |
| Skispringen      | Einzelspringen Großschanze  |
| Ski Alpin        | Abfahrt                     |
| Ski Freestyle    | Buckelpiste                 |
| Ski Freestyle    | Skicross                    |
| Snowboard        | Snowboardcross              |
| Snowboard        | Slopestyle                  |
| Snowboard        | Parallel-Riesenslalom       |
| Bob              | Viererbob                   |
| Bob              | Skeleton                    |
| Eisschnelllauf   | Eisschnelllauf 500 m        |
| Eisschnelllauf   | Shorttrack 1000 m           |
| Eiskunstlauf     | Eiskunstlauf Einzel         |
| Eiskunstlauf     | Paarlauf                    |
| Eishockey        | Eishockey                   |
| Curling          | Curling                     |
| Biathlon         | Biathlon                    |
| Traumdisziplinen | Achterbahn-Bob              |
| Traumdisziplinen | Volltreffer-Curling         |
| Traumdisziplinen | Kugelwillis Schlittenrennen |
| Traumdisziplinen | Sonics Eislauf-Spektakel    |
| Traumdisziplinen | Marios Eislauf-Spektakel    |
| Traumdisziplinen | Spuren-Snowboard            |
| Traumdisziplinen | Schnee-Straßenhockey        |
| Traumdisziplinen | Schneeball Getümmel         |

## Synchronisation
Während die Stimmen der Super-Mario-Charaktere im Spiel unabhängig von der Region identisch sind, verfügt Mario & Sonic bei den Olympischen Winterspielen Sotschi 2014 neben der englischen und japanischen Sprachausgabe erstmals in der Mario-&-Sonic-Spieleserie auch über deutsche, französische, spanische und italienische Synchronisationen der Sonic-Charaktere, welche denen vorheriger Sonic-Spiele entsprechen und größtenteils daraus wiederverwendet wurden.
| Super-Mario-Synchronsprecher in Mario & Sonic 2014 | Super-Mario-Synchronsprecher in Mario & Sonic 2014 |
| Figur im Spiel                                     | Synchronsprecher                                   |
| -------------------------------------------------- | -------------------------------------------------- |
| Mario                                              | Charles Martinet                                   |
| Luigi                                              | Charles Martinet                                   |
| Wario                                              | Charles Martinet                                   |
| Waluigi                                            | Charles Martinet                                   |
| Prinzessin Peach                                   | Samantha Kelly                                     |
| Toad                                               | Samantha Kelly                                     |
| Yoshi                                              | Kazumi Totaka                                      |
| Birdo                                              | Kazumi Totaka                                      |
| Bowser                                             | Kenny James                                        |
| Knochenbowser                                      | Kenny James                                        |
| Bowser Jr.                                         | Caety Sagoian                                      |
| Prinzessin Daisy                                   | Deanna Mustard                                     |
| Donkey Kong                                        | Takashi Nagasako                                   |
| Kamek                                              | Atsushi Masaki                                     |
| Lakitu                                             | Dex Manley                                         |
| Shy Guy                                            | Nate Bihldorff                                     |
| König Buu Huu                                      | Toru Asakawa                                       |

| Sonic-the-Hedgehog-Synchronsprecher in Mario & Sonic 2014 | Sonic-the-Hedgehog-Synchronsprecher in Mario & Sonic 2014 | Sonic-the-Hedgehog-Synchronsprecher in Mario & Sonic 2014 | Sonic-the-Hedgehog-Synchronsprecher in Mario & Sonic 2014 | Sonic-the-Hedgehog-Synchronsprecher in Mario & Sonic 2014 | Sonic-the-Hedgehog-Synchronsprecher in Mario & Sonic 2014 | Sonic-the-Hedgehog-Synchronsprecher in Mario & Sonic 2014 |
| Figur im Spiel                                            | Deutscher Synchronsprecher                                | Englischer Synchronsprecher                               | Japanischer Synchronsprecher                              | Französischer Synchronsprecher                            | Spanischer Synchronsprecher                               | Italienischer Synchronsprecher                            |
| --------------------------------------------------------- | --------------------------------------------------------- | --------------------------------------------------------- | --------------------------------------------------------- | --------------------------------------------------------- | --------------------------------------------------------- | --------------------------------------------------------- |
| Sonic the Hedgehog                                        | Marc Stachel                                              | Roger Craig Smith                                         | Jun'ichi Kanemaru                                         | Alexandre Gillet                                          | Jonatán López                                             | Renato Novara                                             |
| Miles Tails Prower                                        | Anke Kortemeier                                           | Kate Higgins                                              | Ryō Hirohashi                                             | Marie-Eugénie Maréchal                                    | Graciela Molina                                           | Benedetta Ponticelli                                      |
| Knuckles the Echidna                                      | Claus-Peter Damitz                                        | Travis Willingham                                         | Nobutoshi Canna                                           | Sébastien Desjours                                        | Sergio Mesa                                               | Maurizio Merluzzo                                         |
| Amy Rose                                                  | Shandra Schadt                                            | Cindy Robinson                                            | Taeko Kawata                                              | Naïké Fauveau                                             | Meritxell Ribera                                          | Serena Clerici                                            |
| Dr. Eggman                                                | Hartmut Neugebauer                                        | Mike Pollock                                              | Chikao Ōtsuka                                             | Marc Bretonnière                                          | Francesc Belda                                            | Aldo Stella                                               |
| Dr. Eggman Nega                                           | Hartmut Neugebauer                                        | Mike Pollock                                              | Chikao Ōtsuka                                             | Marc Bretonnière                                          | Francesc Belda                                            | Aldo Stella                                               |
| Shadow the Hedgehog                                       | Klaus Lochthove                                           | Kirk Thornton                                             | Kouji Yusa                                                | Benoît DuPac                                              | Manuel Gimeno                                             | Claudio Moneta                                            |
| Rouge the Bat                                             | Marianne Graffam                                          | Karen Strassman                                           | Rumi Ochiai                                               | Marie Lenoir                                              | Ana Vidal                                                 | Jasmine Laurenti                                          |
| Silver the Hedgehog                                       | Roland Wolf                                               | Quinton Flynn                                             | Daisuke Ono                                               | Hervé Grull                                               | Ángel de Gracia                                           | Davide Albano                                             |
| Blaze the Cat                                             | Greta Galisch de Palma                                    | Laura Bailey                                              | Nao Takamori                                              | Delphine Braillon                                         | Carmen Ambrós                                             | Tania De Domenico                                         |
| Vector the Crocodile                                      | Andi Krösing                                              | Keith Silverstein                                         | Kenta Miyake                                              | Philippe Roullier                                         | Alfonso Vallés                                            | Diego Sabre                                               |
| E-123 Omega                                               | Mario Hassert                                             | Vic Mignogna                                              | Taiten Kusunoki                                           | Thierry Buisson                                           | Jordi Salas                                               | Marco Pagani                                              |
| Jet the Hawk                                              | Roland Wolf                                               | Michael Yurchak                                           | Daisuke Kishio                                            | Benjamin Bollen                                           | Sergio Mesa                                               | Andrea De Nisco                                           |
| Orbot                                                     | Romanus Fuhrmann                                          | Kirk Thornton                                             | Mitsuo Iwata                                              | Tony Marot                                                | Albert Vilcan                                             | Massimo Di Benedetto                                      |
| Cubot                                                     | Matthias Horn                                             | Wally Wingert                                             | Wataru Takagi                                             | Benjamin Pascal                                           | Xadi Mouslemeni Mateu                                     | Luca Sandri                                               |
| Omochao                                                   | Tabea Börner                                              | Laura Bailey                                              | Etsuko Kozakura                                           | Delphine Braillon                                         | Sofía García                                              | Sabrina Bonfitto                                          |

## Rezeption
Mario & Sonic bei den Olympischen Winterspielen Sotschi 2014 wurde überwiegend durchschnittlich bewertet, unterliegt jedoch deutlich den Wertungen der Vorgängerspiele. Dabei wurde vergleichsweise geringer Umfang, oftmals mangelhafte Steuerung und eine generell lieblose Umsetzung bemängelt.

„Kaum zu glauben: Auf der besseren Hardware macht die Maskottchen-Olympiade eine schlechtere Figur. Dabei gibt es bei der Disziplinenauswahl wenig auszusetzen, auch wenn die Traumsportarten eher einfallslos ausfallen. Die sinnfreie Idee, mal das GamePad und mal die Remote als Steuergerät vorzuschreiben, nervt dagegen schnell und bringt kaum Spielspaßgewinn – je mehr Bewegungselemente genutzt werden, desto schwammiger fühlt sich die Kontrolle an. Generell sorgen unnötige Gimmicks bei den Sportarten für mehr Komplexität, die dem Spielspaß aber abträglich ist. Den Spielmodi fehlt es an Ideen und Charme, besonders die konfuse „Geschick & Grips“-Variante ist überflüssig. Kurz gesagt: Kramt wieder die 2010er-Wii-Winterspiele heraus – die machen mehr Laune. Mäßiges Disziplinen-Tuning, ständige Controllerwechsel und fade Spielmodi: Vor vier Jahren machte die Winterolympiade viel mehr Spaß.“

„Alles in allem bietet Mario & Sonic bei den Olympischen Winterspielen Sotschi 2014 ein rundes Gesamtpaket mit ordentlichem Umfang und einem hervorragenden Mehrspielermodus. Die Olympischen Disziplinen bieten fast alle eine überraschende Tiefe. Ganz besonders sei hier noch einmal der Biathlon hervorgehoben, der so wirklich nur auf der Wii U funktionieren kann. Für Sportmuffel, die jegliche Bewegung in Videospielen meiden, ist die neue Sportsammlung natürlich ungeeignet. Den üblichen Kinderkrankheiten der Bewegungssteuerung begegnet man leider ziemlich regelmäßig und oft wünschte ich mir die klassische Knopfsteuerung zurück. Da dies allerdings absolut gar nicht in das Konzept der Reihe gepasst hätte, verzeihe ich dem Spiel diesen Punkt aber nur zu gerne. Es sei also für Fans der Mario & Sonic-Reihe und für jene, die es noch werden wollen, eine Kaufempfehlung ausgesprochen. Nächstes Mal wünsche ich mir aber bitte etwas mehr Sorgfalt fürs Detail!“

Auch aus kommerzieller Sicht blieb das Spiel hinter den Erwartungen zurück. Mario & Sonic bei den Olympischen Winterspielen verkaufte sich rund 800.000-mal und damit deutlich weniger häufig als die Vorgängerspiele, die jedoch auch nicht für Wii U, sondern für die weitaus verbreiteteren Systeme Wii, Nintendo DS und Nintendo 3DS im Handel waren.